# Alkyone
Alkyone er en eksperimentalfilm instrueret af Gertrud Skot-Hansen efter eget manuskript.

## Handling
Historien handler om en kvinde, der forelsker sig i en sømand. Filmens titel associerer til Eckersbergs billede: ALKYONES AFSKEDSHILSEN TIL SIN BORTREJSTE ÆGTEFÆLLE.